# Lomandra multiflora
Lomandra multiflora là một loài thực vật có hoa trong họ Măng tây. Loài này được (R.Br.) Britten mô tả khoa học đầu tiên năm 1905.